# 鉤柱毛茛
鉤柱毛茛（学名：Ranunculus silerifolius）为毛茛科毛莨屬下的一个种。